# Cygany (gromada)
Cygany – dawna gromada, czyli najmniejsza jednostka podziału terytorialnego Polskiej Rzeczypospolitej Ludowej w latach 1954–1972.
Gromady, z gromadzkimi radami narodowymi (GRN) jako organami władzy najniższego stopnia na wsi, funkcjonowały od reformy reorganizującej administrację wiejską przeprowadzonej jesienią 1954 do momentu ich zniesienia z dniem 1 stycznia 1973, gdy organizację gminną z lat 1954-1972 zastąpiono nową.
Gromadę Cygany z siedzibą GRN w Cyganach utworzono – jako jedną z 8759 gromad na obszarze Polski – w powiecie kutnowskim w woj. łódzkim na mocy uchwały nr 30/54 WRN w Łodzi z dnia 4 października 1954. W skład jednostki weszły obszary dotychczasowych gromad Luboradz, Szubsk Duży, Szubsk Towarzystwo, Stanisławów i Zieleniew ze zniesionej gminy Krośniewice w tymże powiecie. Dla gromady ustalono 11 członków gromadzkiej rady narodowej.
Gromadę zniesiono 31 grudnia 1961, a jej obszar włączono do gromady Nowe.